# Comox—Alberni
Pour les articles homonymes, voir Comox.
Comox—Alberni est une ancienne circonscription électorale fédérale de la Colombie-Britannique, représentée de 1917 à 1979 et de 1988 à 1997.
La circonscription de Comox—Alberni est créée en 1914 d'une partie de Comox—Atlin. Abolie en 1976, elle est redistribuée parmi Comox—Powell River et Nanaimo—Alberni.
La circonscription réapparait en 1987 avec des parties des deux circonscriptions précédentes. À nouveau abolie en 1996, elle est alors intégrée dans Nanaimo—Alberni.

## Géographie
En 1987, la circonscription de Comox—Alberni comprenait:
- Des parties des districts électoraux de Comox-Strathcona, de Nanaimo et de Powell River
- Le district régional d'Alberni-Clayoquot
- Les villes de Comox et de Parksville
- La cité de Courtenay
- Le village de Cumberland

## Députés
1917 - 1979
1. 1917-1921 — Herbert Sylvester Clements, CON
2. 1921-1945 — Alan Webster Neill, PPC/IND
3. 1945-1953 — John Lambert Gibson, PLC-IND
4. 1953-1958 — Thomas Speakman Barnett, CCF
5. 1958-1962 — Henry McQuillan, PC
6. 1962-1968 — Thomas Speakman Barnett, NPD (2)
7. 1968-1969 — Richard J. J. Durante, PLC
8. 1969-1974 — Thomas Speakman Barnett, NPD (3)
9. 1974-1979 — Hugh Alan Anderson, PLC

1988 - 1997
1. 1988-1993 — Bob Skelly, NPD
2. 1993-1997 — Bill Gilmour, PR

- CCF = Co-Operative Commonwealth Federation
- CON = Parti conservateur du Canada (ancien)
- NPD = Nouveau Parti démocratique
- PC = Parti progressiste-conservateur
- PLC = Parti libéral du Canada
- PR = Parti réformiste du Canada